# Euthalia durga
Euthalia durga är en fjärilsart som beskrevs av Moore 1857. Euthalia durga ingår i släktet Euthalia och familjen praktfjärilar. Inga underarter finns listade i Catalogue of Life.

## Bildgalleri

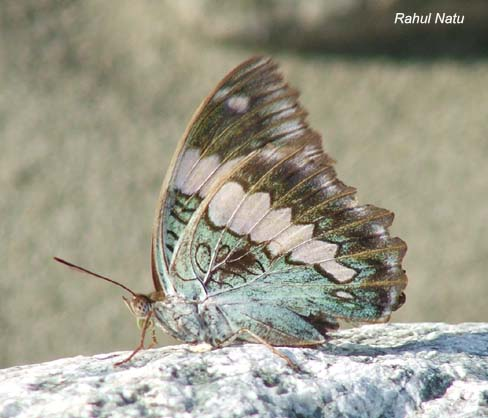
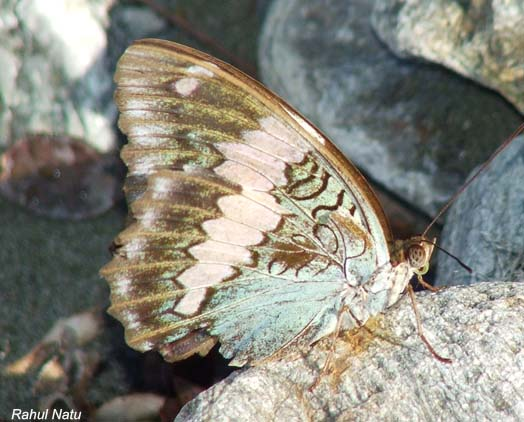
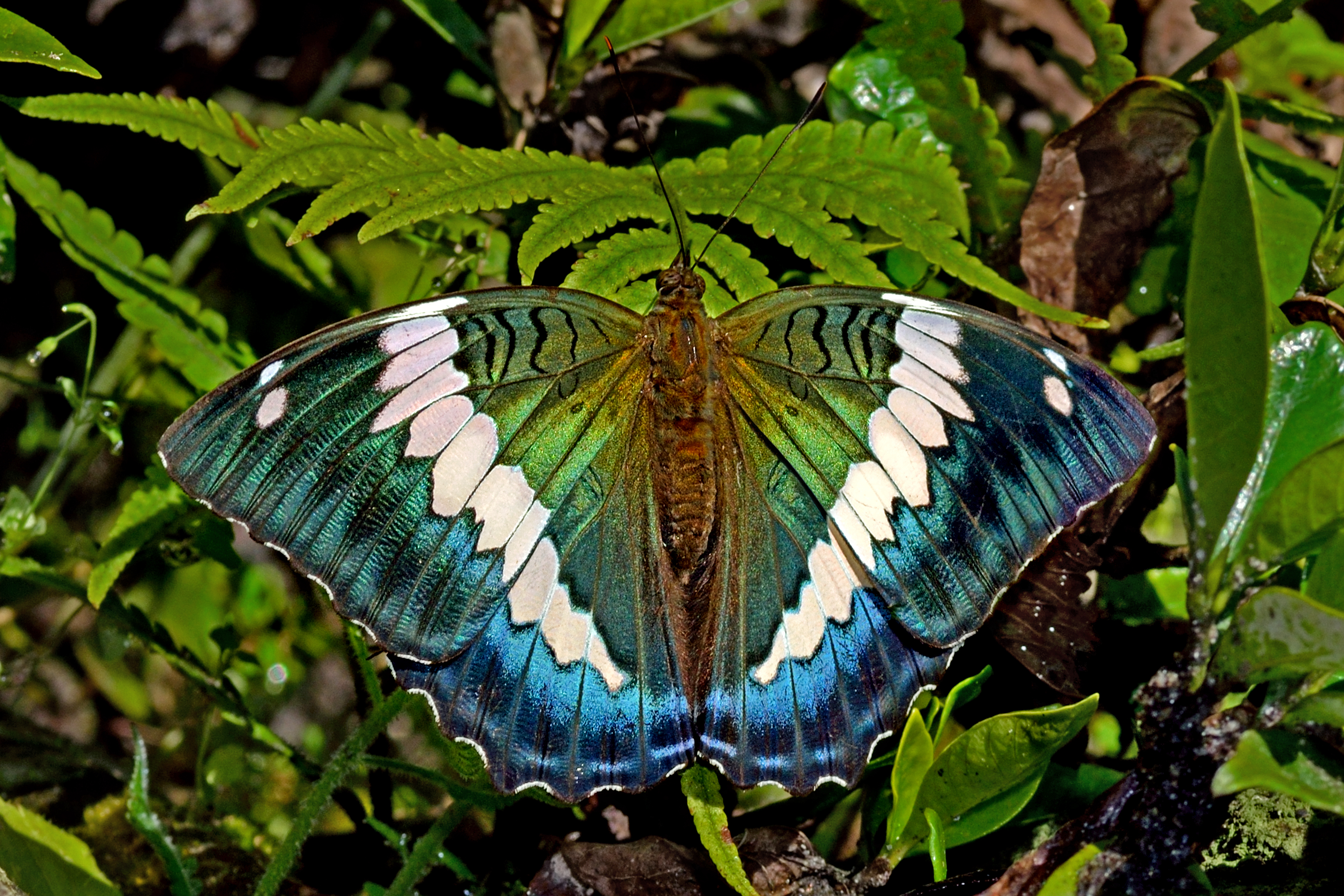
Subspecies: Bassarona durga durga Moore, 1857